# Eristicus clericus
Eristicus clericus là một loài tò vò trong họ Ichneumonidae.